# Naima Akef
Naima Akef (en árabe: نعيمة عاكف‎, [næˈʕiːmæ ˈʕæːkef]; Tanta, 7 de octubre de 1929-El Cairo, 23 de abril de 1966) fue una bailarina del vientre egipcia, durante la época dorada del cine egipcio y protagonizó muchas películas de la época. Sus padres eran acróbatas en el Akef Circus (dirigido por su abuelo), que era uno de los circos más conocidos de la época. Comenzó a actuar en el circo a la edad de cuatro años y rápidamente se convirtió en uno de los actos más populares con sus habilidades acrobáticas. Su familia tenía su base en el distrito de Bab el Khalq de El Cairo, pero viajaron por todas partes para poder actuar.

## Baile
El circo se disolvió cuando Akef tenía 14 años, pero esto fue solo el comienzo de su carrera. Su abuelo tenía muchas conexiones en el mundo del espectáculo de El Cairo y le presentó a sus amigos. Cuando los padres de Akef se divorciaron, ella creó un acto acrobático y de payasos que se presentó en muchos clubes de El Cairo. Luego tuvo la oportunidad de trabajar en el famoso club nocturno de Badia Masabni, donde se convirtió en una estrella y fue una de las pocas que bailaba y cantaba. Su tiempo con Badeia, sin embargo, duró poco, ya que Badia la favorecía, lo que puso celosos a los otros artistas. Un día la confrontaron e intentaron golpearla, pero ella demostró ser más fuerte y ágil y ganó la pelea. Esto provocó que la despidieran, por lo que comenzó a actuar en otro lugar.

## Una estrella
El club Kit Kat fue otro lugar famoso en El Cairo, y aquí es donde conoció al director de cine Abbas Kemal. Su hermano Hussein Fawzy, también director de cine, estaba muy interesado en que ella protagonizara una de sus películas musicales. La primera de estas películas fue “Al-Eïch wal malh” (Pan y sal). Su coprotagonista fue el cantante Saad Abdel Wahab, sobrino del legendario cantante y compositor Mohammed Abdel Wahab. La película se estrenó el 17 de enero de 1949 y fue un éxito instantáneo, trayendo reconocimiento también a los estudios Nahhas Film.

## Jubilación y muerte
Dejó de actuar en 1964 para cuidar a su único hijo, de su segundo matrimonio con el contador Salaheldeen Abdel Aleem. Murió dos años después de cáncer, el 23 de abril de 1966, a la edad de 36 años.

## Filmografía
- Aish Wal Malh (1949)
- Lahalibo (1949)
- Baladi Wa Khafa (1949)
- Furigat (1950)
- Baba Areess (1950)
- Fataat Al Sirk (1951)
- Al Namr (1952)
- Ya Halawaat Al Hubb (1952)
- A Million Pounds (1953)
- Arbah Banat Wa Zabit (1954)
- Aziza (1955)
- Tamr Henna (1957). Con Ahmed Ramzy, Fayza Ahmed y Rushdy Abaza
- Amir El Dahaa (1964)